# Női kajak kettes 500 méter a 2020. évi nyári olimpiai játékokon
A 2020. évi nyári olimpiai játékokon a kajak-kenu női kajak kettes 500 méteres versenyszámát 2021. augusztus 2-án és 3-án rendezték.

## Naptár
Az időpontok helyi idő szerint, zárójelben magyar idő szerint értendők.
| Dátum              | Időpont      | Forduló                 |
| ------------------ | ------------ | ----------------------- |
| 2021. augusztus 2. | 09:30 (2:30) | Előfutamok Negyeddöntők |
| 2021. augusztus 3. | 09:30 (2:30) | Elődöntők Döntők        |

## Eredmények

### Előfutamok
Az első két helyezett az elődöntőbe (SF) jutott, a többi versenyző a negyeddöntőbe (QF) került.

#### 1. futam
| Helyezés | Pálya | Név                                         | Nemzet                                 | Idő      | Mj |
| -------- | ----- | ------------------------------------------- | -------------------------------------- | -------- | -- |
| 1.       | 6     | Kozák Danuta Bodonyi Dóra                   | Magyarország                           | 1:45,735 | SF |
| 2.       | 3     | Kira Sztyepanova Varvara Varanova           | Az Orosz Olimpiai Bizottság versenyzői | 1:47,874 | SF |
| 3.       | 5     | Ana Roxana Lehaci Viktoria Schwarz          | Ausztria                               | 1:48,220 | QF |
| 4.       | 4     | Ljudmila Kuklinovszka Anasztaszija Todorova | Ukrajna                                | 1:50,733 | QF |
| 5.       | 2     | Afef Ben Ismail Khaoula Sassi               | Tunézia                                | 2:05,770 | QF |

#### 2. futam
| Helyezés | Pálya | Név                                        | Nemzet        | Idő      | Mj |
| -------- | ----- | ------------------------------------------ | ------------- | -------- | -- |
| 1.       | 5     | Karolina Naja Anna Puławska                | Lengyelország | 1:44,606 | SF |
| 2.       | 4     | Manon Hostens Sarah Guyot                  | Franciaország | 1:45,533 | SF |
| 3.       | 3     | Li Tung-jun (Li Dongyin) Csou Jü (Zhou Yu) | Kína          | 1:45,831 | QF |
| 4.       | 2     | Alicia Hoskin Teneale Hatton               | Új-Zéland     | 1:49,832 | QF |
| 5.       | 6     | Jaime Roberts Jo Brigden-Jones             | Ausztrália    | 1:52,097 | QF |

#### 3. futam
| Helyezés | Pálya | Név                                   | Nemzet           | Idő      | Mj |
| -------- | ----- | ------------------------------------- | ---------------- | -------- | -- |
| 1.       | 6     | Csipes Tamara Medveczky Erika         | Magyarország     | 1:42,776 | SF |
| 2.       | 4     | Volha Hudzenka Marina Litvincsuk      | Fehéroroszország | 1:43,377 | SF |
| 3.       | 2     | Caroline Arft Sarah Brüßler           | Németország      | 1:48,058 | QF |
| 4.       | 5     | Špela Ponomarenko Janić Anja Osterman | Szlovénia        | 1:48,509 | QF |
| 5.       | 3     | Julie Funch Bolette Nyvang Iversen    | Dánia            | 1:52,730 | QF |

#### 4. futam
| Helyezés | Pálya | Név                                   | Nemzet      | Idő      | Mj |
| -------- | ----- | ------------------------------------- | ----------- | -------- | -- |
| 1.       | 3     | Lisa Carrington Caitlin Regal         | Új-Zéland   | 1:43,836 | SF |
| 2.       | 4     | Sabrina Hering-Pradler Tina Dietze    | Németország | 1:44,894 | SF |
| 3.       | 2     | Alyssa Bull Alyce Wood                | Ausztrália  | 1:45,499 | QF |
| 4.       | 5     | Hermien Peters Lize Broekx            | Belgium     | 1:48,137 | QF |
| 5.       | 6     | Alanna Bray-Lougheed Madeline Schmidt | Kanada      | 1:49,776 | QF |

### Negyeddöntők
Az első négy helyezett az elődöntőbe (SF) jutott.

#### 1. negyeddöntő
| Helyezés | Pálya | Név                                | Nemzet      | Idő      | Mj |
| -------- | ----- | ---------------------------------- | ----------- | -------- | -- |
| 1.       | 6     | Hermien Peters Lize Broekx         | Belgium     | 1:47,649 | SF |
| 2.       | 4     | Caroline Arft Sarah Brüßler        | Németország | 1:48,450 | SF |
| 3.       | 5     | Ana Roxana Lehaci Viktoria Schwarz | Ausztria    | 1:49,777 | SF |
| 4.       | 3     | Alicia Hoskin Teneale Hatton       | Új-Zéland   | 1:50,507 | SF |
| 5.       | 7     | Julie Funch Bolette Nyvang Iversen | Dánia       | 1:52,678 |    |
| 6.       | 2     | Afef Ben Ismail Khaoula Sassi      | Tunézia     | 2:10,979 |    |

#### 2. negyeddöntő
| Helyezés | Pálya | Név                                         | Nemzet     | Idő      | Mj |
| -------- | ----- | ------------------------------------------- | ---------- | -------- | -- |
| 1.       | 6     | Špela Ponomarenko Janić Anja Osterman       | Szlovénia  | 1:46,929 | SF |
| 2.       | 4     | Alyssa Bull Alyce Wood                      | Ausztrália | 1:47,057 | SF |
| 3.       | 5     | Li Tung-jun (Li Dongyin) Csou Jü (Zhou Yu)  | Kína       | 1:47,471 | SF |
| 4.       | 2     | Jaime Roberts Jo Brigden-Jones              | Ausztrália | 1:50,325 | SF |
| 5.       | 7     | Alanna Bray-Lougheed Madeline Schmidt       | Kanada     | 1:51,862 |    |
| 6.       | 3     | Ljudmila Kuklinovszka Anasztaszija Todorova | Ukrajna    | 1:53,184 |    |

### Elődöntők
Az első négy helyezett az A-döntőbe (FA), a többiek a B-döntőbe (FB) jutott.

#### 1. elődöntő
| Helyezés | Pálya | Név                                        | Nemzet        | Idő      | Mj |
| -------- | ----- | ------------------------------------------ | ------------- | -------- | -- |
| 1.       | 4     | Kozák Danuta Bodonyi Dóra                  | Magyarország  | 1:37,912 | FA |
| 2.       | 5     | Csipes Tamara Medveczky Erika              | Magyarország  | 1:38,446 | FA |
| 3.       | 3     | Manon Hostens Sarah Guyot                  | Franciaország | 1:38,632 | FA |
| 4.       | 6     | Sabrina Hering-Pradler Tina Dietze         | Németország   | 1:38,954 | FA |
| 5.       | 8     | Li Tung-jun (Li Dongyin) Csou Jü (Zhou Yu) | Kína          | 1:39,404 | FB |
| 6.       | 7     | Caroline Arft Sarah Brüßler                | Németország   | 1:39,421 | FB |
| 7.       | 1     | Alicia Hoskin Teneale Hatton               | Új-Zéland     | 1:44,119 | FB |
| 8.       | 2     | Špela Ponomarenko Janić Anja Osterman      | Szlovénia     | DNF      |    |

#### 2. elődöntő
| Helyezés | Pálya | Név                                | Nemzet                                 | Idő      | Mj     |
| -------- | ----- | ---------------------------------- | -------------------------------------- | -------- | ------ |
| 1.       | 5     | Lisa Carrington Caitlin Regal      | Új-Zéland                              | 1:36,724 | OB, FA |
| 2.       | 7     | Alyssa Bull Alyce Wood             | Ausztrália                             | 1:37,109 | FA     |
| 3.       | 6     | Volha Hudzenka Marina Litvincsuk   | Fehéroroszország                       | 1:37,198 | FA     |
| 4.       | 4     | Karolina Naja Anna Puławska        | Lengyelország                          | 1:37,219 | FA     |
| 5.       | 2     | Hermien Peters Lize Broekx         | Belgium                                | 1:39,046 | FB     |
| 6.       | 8     | Ana Roxana Lehaci Viktoria Schwarz | Ausztria                               | 1:39,497 | FB     |
| 7.       | 3     | Kira Sztyepanova Varvara Varanova  | Az Orosz Olimpiai Bizottság versenyzői | 1:42,069 | FB     |
| 8.       | 1     | Jaime Roberts Jo Brigden-Jones     | Ausztrália                             | 1:42,092 | FB     |

### Döntők

#### B-döntő
| Helyezés | Pálya | Név                                        | Nemzet                                 | Idő      | Mj |
| -------- | ----- | ------------------------------------------ | -------------------------------------- | -------- | -- |
| 9.       | 4     | Hermien Peters Lize Broekx                 | Belgium                                | 1:38,475 |    |
| 10.      | 5     | Li Tung-jun (Li Dongyin) Csou Jü (Zhou Yu) | Kína                                   | 1:39,790 |    |
| 11.      | 3     | Caroline Arft Sarah Brüßler                | Németország                            | 1:39,953 |    |
| 12.      | 6     | Ana Roxana Lehaci Viktoria Schwarz         | Ausztria                               | 1:40,007 |    |
| 13.      | 8     | Jaime Roberts Jo Brigden-Jones             | Ausztrália                             | 1:41,073 |    |
| 14.      | 7     | Alicia Hoskin Teneale Hatton               | Új-Zéland                              | 1:41,121 |    |
| 15.      | 2     | Kira Sztyepanova Varvara Varanova          | Az Orosz Olimpiai Bizottság versenyzői | 1:44,054 |    |

#### A-döntő
| Helyezés | Pálya | Név                                | Nemzet           | Idő      | Mj |
| -------- | ----- | ---------------------------------- | ---------------- | -------- | -- |
| Arany    | 4     | Lisa Carrington Caitlin Regal      | Új-Zéland        | 1:35,785 | OB |
| Ezüst    | 8     | Karolina Naja Anna Puławska        | Lengyelország    | 1:36,753 |    |
| Bronz    | 5     | Kozák Danuta Bodonyi Dóra          | Magyarország     | 1:36,867 |    |
| 4.       | 3     | Csipes Tamara Medveczky Erika      | Magyarország     | 1:37,114 |    |
| 5.       | 6     | Alyssa Bull Alyce Wood             | Ausztrália       | 1:37,412 |    |
| 6.       | 2     | Volha Hudzenka Marina Litvincsuk   | Fehéroroszország | 1:37,647 |    |
| 7.       | 7     | Manon Hostens Sarah Guyot          | Franciaország    | 1:40,329 |    |
| 8.       | 1     | Sabrina Hering-Pradler Tina Dietze | Németország      | 1:42,406 |    |